# Centro Ricerche Fiat
Pour les articles homonymes, voir CRF.

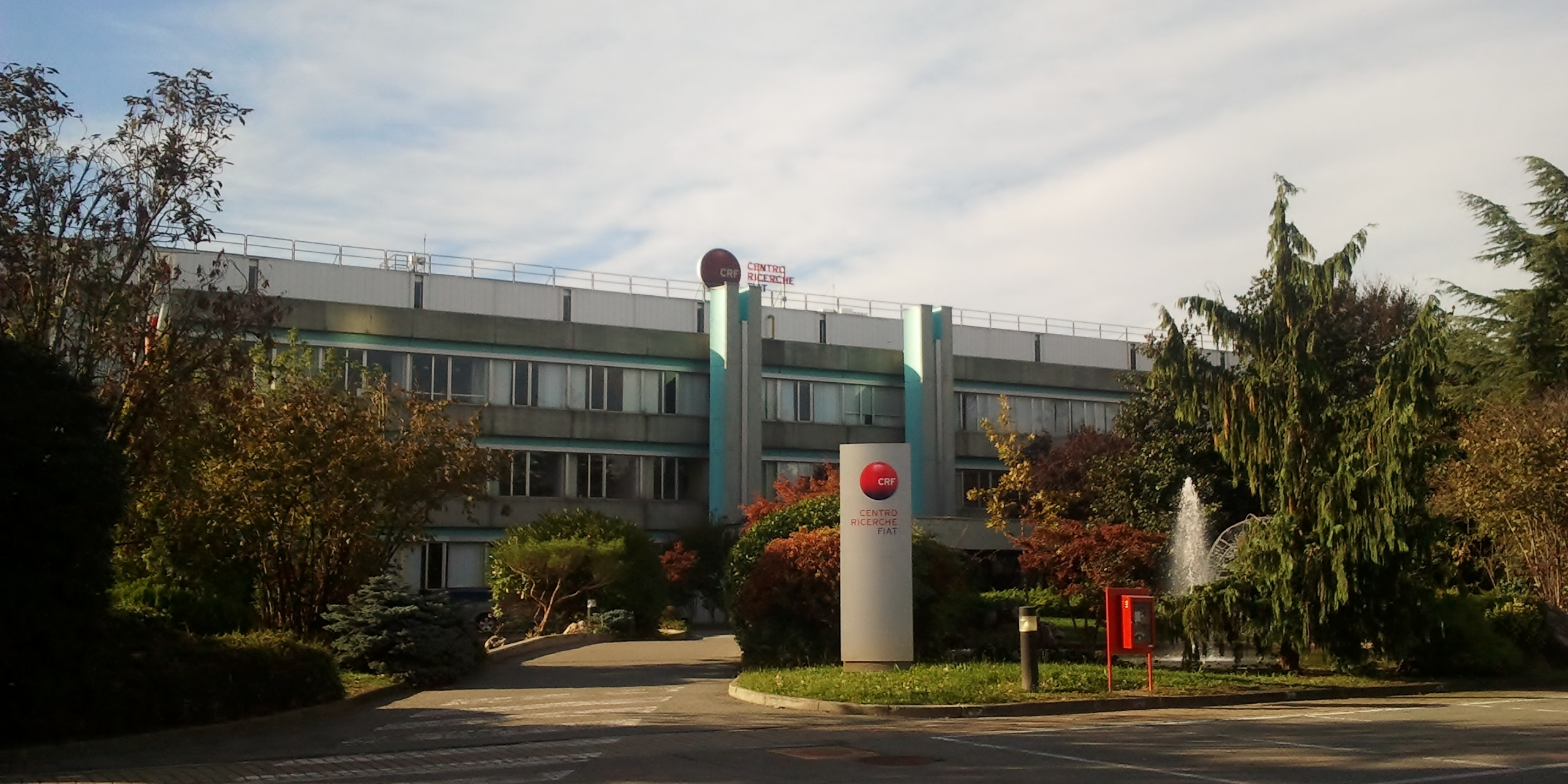
Photographie du Centro Ricerche Fiat à Orbassano.

Le Centro Ricerche Fiat (CRF) (centre de recherches Fiat) est un laboratoire de recherches appliquées, spécialisé dans le secteur de l'industrie automobile.
Ce centre de recherche et développement a été fondé en 1976 comme pôle de référence dans le domaine de l'innovation  au sein des sociétés du groupe Fiat. Implanté à Orbassano, au sud de Turin, il regroupe des agences détachées à Trente, Pomigliano d'Arco, Valenzano, Catane et Udine.
Le CRF représente un des centres de recherches les plus importants d'Europe avec le Politecnico - École polytechnique de Turin, l'Université de Turin, le laboratoire de Telecom Italia et l'Institut Galileo Ferraris.
Ses principales activités sont concentrées dans le secteur des transports et il collabore étroitement avec FIAT Auto, Iveco et CNH Global ainsi qu'avec tous les spécialistes des composants comme Magneti-Marelli. 
Le CRF a déposé des milliers de brevets dont le système d'injection directe Common Rail pour les moteurs Diesel unijet/multijet, qui est devenu un standard pour ce type de motorisation.
Le CRF dispose d'un effectif de 900 ingénieurs et physiciens. Il a fêté ses 30 ans d'existence en 2008.

## Principales inventions
- 1978 : premier cogénérateur mobile pour utilisations extrêmes, du pôle à l'équateur, moteur diesel et au biogaz,
- 1978 : prototype Fiat City Car X1/23 - concept citycar électrique, avec une vitesse maximale de 75 km/h, accélération 0-400 mètres en 30 secondes, autonomie 70 km. Poids 820 kg dont 166 kg de batteries nickel-zinc.
- 1978 : premier modèle du fourgon IVECO Daily électrique,
- premier robot soudeur laser,
- 1981 : premier ordinateur autonome dans une voiture pour signaler les défauts et avaries,
- 1981 : premier moteur Diesel à injection directe pour automobile, référence 237ID, monté sur une Fiat 131 Panorama pendant les tests,
- 1985 : premier moteur Diesel rapide sur automobile, d'une cylindrée de 1 930 cm3 développant 115 cv avec turbocompresseur, les moteurs comparables ne dépassaient pas 65 cv,
- 1986 : réalisation du prototype Fiat X1/75, voiture sur base Fiat Uno équipée d'un moteur Diesel à injection directe deux cylindres de 708 cm3, consommant 2,5 litres aux 100 km. Un moteur essence deux cylindres de 574 cm3 ne consommant pas plus a été aussi testé. Les deux prototypes étaient équipés d'une boîte de vitesses automatique.
- 1987 : premier robot automatique pour le montage des pare-brise sur les lignes d'assemblage. Première mondiale installée dans l'usine de Cassino.
- 1988 : mise au point d'un robot soudeur laser tridimensionnel pour l'assemblage de la navette spatiale américaine,
- 1989 : système de ventilation solaire qui évite le réchauffement des autobus à l'arrêt en plein soleil, grâce à des cellules photovoltaïques,
- 1989 : premier système à quatre roues directrices sur voitures de tourisme, avec contrôle électronique du braquage,
- 1991 : brevet du système d'alimentation common rail pour moteurs Diesel,
- 1991 : brevet du système anti-collision entre véhicules, avec radar et laser,
- 1992 : brevet d'une boîte de vitesses robotisée, dont la première utilisation sera réalisée par Ferrari en Formule 1 et transposée sur l'Alfa Romeo 156, version Selespeed en 1998,
- 1993 : prototype ALERT, projet européen Prometheus, sur la base d'une Alfa Romeo 164, équipée du Cruise Control Magneti-Marelli, du système anti-collision, du pilotage automatique depuis un poste fixe, de radars de recul et de stationnement avant, de capteurs pour les dépassements,
- 1996 : première voiture hybride Fiat VANZIC,
- 1996 : brevet phare à lentilles diffractives,
- 1999 : prototype Fiat Brava hybride avec boîte automatique,
- 1999 : prototype Fiat Ecobasic, concept-car urbain équipé d'un moteur Diesel Euro 4, 1,2 litre Multijet et boîte robotisée à variation continue, équipée du système Stop & Start, consommation : 2,9 litres/100 km, avec un Cx de 0,28 seulement.
- 2001 : lancement de la Fiat Panda H2Elettra Fuel Cell, première voiture au monde équipée de ce système.
- 2002 : évolution du common rail avec le système Multijet,
- 2003 : Fiat Seicento Fuel Cell, version figurant au catalogue du constructeur,
- 2004 : éclairage des véhicules avec des leds,
- 2006 : Fiat Panda II H2 Hydrogen,
- 2008 : Fiat Phylla, prototype de voiture électrique avec intégration de cellules photovoltaïques sur le véhicule pour en augmenter l'autonomie.